# がん幹細胞
がん幹細胞（がんかんさいぼう、英: cancer stem cells＝CSC）は、がん細胞のうち幹細胞の性質をもった細胞である。体内のすべての臓器や組織は、臓器・組織ごとにそれぞれの元となる細胞が分裂してつくられる。この元となる細胞（幹細胞）は、分裂して自分と同じ細胞を作り出すことができ（自己複製能）、またいろいろな細胞に分化できる（多分化能）という2つの重要な性質を持ち、この性質により傷ついた組織を修復したり、成長期に組織を大きくしたりできる。がんにおいても、幹細胞の性質をもったごく少数のがん細胞（がん幹細胞）を起源としてがんが発生するのではないかという仮説があり、これをがん幹細胞仮説という。がん幹細胞は1997年、急性骨髄性白血病においてはじめて同定され、その後2000年代になって様々ながんにおいてがん幹細胞が発見されたとの報告が相次いでいる。

## 概要
がん細胞は、正常な体細胞と比較すると、高い増殖力、細胞の不死化（細胞分裂の回数に制限がない）、周辺組織への浸潤や体内の離れた部位への転移、という3つの大きな特徴を持っている。しかし、がん組織を構成しているがん細胞のすべてが、これらの特徴を兼ね備えているわけではなく、実際にこれらの特徴を併せ持ち、ヒトや動物にがんを生じさせたり、進行させる能力（造腫瘍能）があるものは、全体のごく一部である。これらの一部のがん細胞は、自らと全く同じ細胞を作り出す「自己複製能」と、多種類の細胞に分化しうる「多分化能」という、胚性幹細胞や体性幹細胞などの幹細胞に共通して見られる2つの特徴を持ち、がん組織中で自己複製により自分と同じ細胞を維持しながら、分化によって周辺の大多数のがん細胞を生み出すもとになっていると考えられている。これらの一部のがん細胞を「がん幹細胞」と呼び、がんがこの幹細胞様の細胞から発生・進行するという仮説（がん幹細胞仮説）が提唱されている。
がん幹細胞仮説は、すでに1970年代に提唱されていたが、それを実験的に証明することが技術的に困難であった。しかし、フローサイトメトリーの発展によって特定の細胞集団のみを分離することが可能になったこと、1960年代以降、正常組織の体性幹細胞が発見され、その特徴の解明が進んだこと、ごく少数のがん幹細胞だけで、がんを発生する実験モデル動物であるNOD/SCIDマウスが開発されたこと、によって、1997年に血液のがんである白血病で、がん幹細胞の存在が証明された。その後、トロント大学のジョン・E・ディックらのグループを中心に白血病のがん幹細胞仮説を基にCD133等の幹細胞マーカーを発現しているがん幹細胞が乳がん、脳腫瘍、大腸癌等で発見された。日本国内では患者組織よりがん幹細胞を同定した報告は少なく、悪性脳腫瘍において岐阜大学のグループが成功している。最も進んでいるのが白血病幹細胞で米国では臨床応用へ向けた研究が進んでいる。
がん幹細胞仮説は、がん発生のメカニズムを説明する上で重要な仮説であるとともに、転移のメカニズムや治療方法を考える上でも重要な知見を与えるものと考えられている。がん細胞が他の臓器に転移するためには、その細胞が原発巣から遊離するだけではなく、到達した部位で新しくがんを形成する能力が必要となることから、転移においても、がん幹細胞が関与することが示唆されている。
また一般的な抗がん剤による治療では、固形腫瘍の縮小が治療の指針とされており、腫瘍の大部分を占める、がん幹細胞としての機能を持たない、分化したがん細胞だけを標的としている可能性がある。また一部のがん幹細胞には、薬剤耐性を獲得しているものがあることも指摘されている。がん幹細胞仮説によると、治療によって大部分のがん細胞を除いても、ごく少数のがん幹細胞が生き残っていれば再発が起こりうることになり、これが、がんにおいてしばしば再発が起きる理由だと考えられている。がん幹細胞を標的として除去することができれば、がんの転移や再発の防止にも有用な治療法の開発につながることが期待されている。また、逆にがん幹細胞を完全に分化させて、自己複製能を失わせる事が出来れば、がんは摘出手術等により治癒させる事が理論上可能となる。これが癌幹細胞分化療法仮説である。実際、ラットの脳腫瘍細胞株やヒト脳腫瘍幹細胞の中に分化に抵抗性を示す細胞群がいるのは確かなようである。
がん幹細胞が仮説に過ぎないのは、がん幹細胞を頂点とした階層があるとした場合、最下層の分化したがん細胞がいわゆる先祖帰りをしてがん幹細胞化している可能性が否定されていないからである。特にiPS細胞の開発が先祖帰り説を支持するであろう。つまり分化した細胞を遺伝子操作により幹細胞にもどすiPS細胞の概念は、遺伝子変異によりがん細胞もしくは正常細胞ががん幹細胞化する可能性を含んでいる。大阪大学のグループはがん細胞にiPS誘導因子を導入することで人工的に作り出した未分化ながん細胞について報告している。
2017年時点で、東京大学医科学研究所や慶応義塾大学病院臨床研究推進センター、大日本住友製薬グループなどにより、遺伝子改変ウイルスを感染させる治療法やがん幹細胞を標的とした医薬品が研究中である。

## 歴史
がんが幹細胞の性質をもったごく少数の細胞を起源としているという仮説は、1860年代にはすでに存在したが、幹細胞の存在自体が永らく証明されなかった。1960年代、ティルとマックロークがマウス骨髄に自己複製能をもった幹細胞がいることを証明し、さらにマウス骨髄移植の実験により、すべての血液細胞が骨髄にあるごく少数の血液幹細胞に由来することを証明したことをきっかけとして、脳や腸、皮膚、乳房などさまざまな臓器で臓器特異的な幹細胞が発見された。正常幹細胞の研究が進むにつれ、正常幹細胞とがん細胞とに多くの類似点があることが判明した。例えば、
- 自己複製能
- 多分化能
- テロメラーゼ活性
- 抗アポトーシス経路の活性化
- 細胞膜の担体輸送の活性化

等である。
臓器特異的な幹細胞ががんの起源かもしれないという説や、幹細胞の成熟障害によりがんが発生するという説が唱えられた。同時にES細胞や正常幹細胞等の発生・発達に関わるシグナル（Notch、Wnt、Shh等）ががんの発生増大に関与している事も、がん幹細胞説を支持している。また、がん細胞を試験管内で培養すると、増殖能をもった一部の細胞のみがコロニーを形成することからも、がん幹細胞が存在するのではないかと考えられてきた。しかし、多くのがん幹細胞の培養方法は正常幹細胞の培養方法を応用したものであり、この培養方法に適合した、人工的培養条件に適応した細胞群のみをとらえていると考える事も出来る。現在、がん幹細胞の定義は
- 自己複製
- 多分化能
- 元のがんと同じ表現型のがんの形成（マウスへの移植等により）

等である。
1997年、ヒト急性骨髄性白血病の白血病細胞のうち、細胞表面にCD34抗原をもちCD38抗原をもたない細胞集団を免疫不全マウスに移植すると、もとの白血病患者と同様の病気を発症することが報告され、このCD34+CD38-細胞はヒト急性骨髄性白血病の幹細胞であると考えられた。

## 主ながん幹細胞
これまでに報告された主ながん幹細胞を挙げる。ただし、これらはがん幹細胞を多く含むと考えられる集団を同定したものであり、厳密な意味でがん幹細胞を同定したわけではないかもしれない（がん幹細胞様細胞）。
| がんの種類           | 特徴                          | 報告年 | 備考                             |
| -------------------- | ----------------------------- | ------ | -------------------------------- |
| ヒト急性骨髄性白血病 | CD34+CD38-                    | 1997年 |                                  |
| ヒト乳癌             | CD44+CD24-/lowESA+            | 2003年 | ESA: epithelial specific antigen |
| ヒト脳腫瘍           | CD133+                        | 2003年 |                                  |
| ヒト前立腺癌         | CD44+インテグリンα2β1hiCD133+ | 2004年 |                                  |
| ヒト前立腺癌         | Sca-1+                        | 2005年 |                                  |
| ヒト大腸癌           | CD133+                        | 2007年 |                                  |
| ヒト大腸癌           | EpCAMhighCD44+                | 2007年 |                                  |
| ヒト頭頸部扁平上皮癌 | CD44+                         | 2007年 |                                  |
| ヒト膵臓癌           | CD44+CD24+ESA+                | 2007年 | ESA: epithelial specific antigen |
| ヒト膵臓癌           | CD133+                        | 2007年 |                                  |
| ヒト胃癌             | CD44+                         | 2009年 |                                  |

これらのがん幹細胞は表面マーカーにより識別されることが多いがその役割は不明なものがほとんどである。例えばCD133は神経幹細胞のマーカーとして知られるが、それの発現機構等は明らかでない上、フローサイトメトリーによる識別にも差が大きい。今後は各々の発現マーカー毎の研究が必要となるであろう。